# Seemine

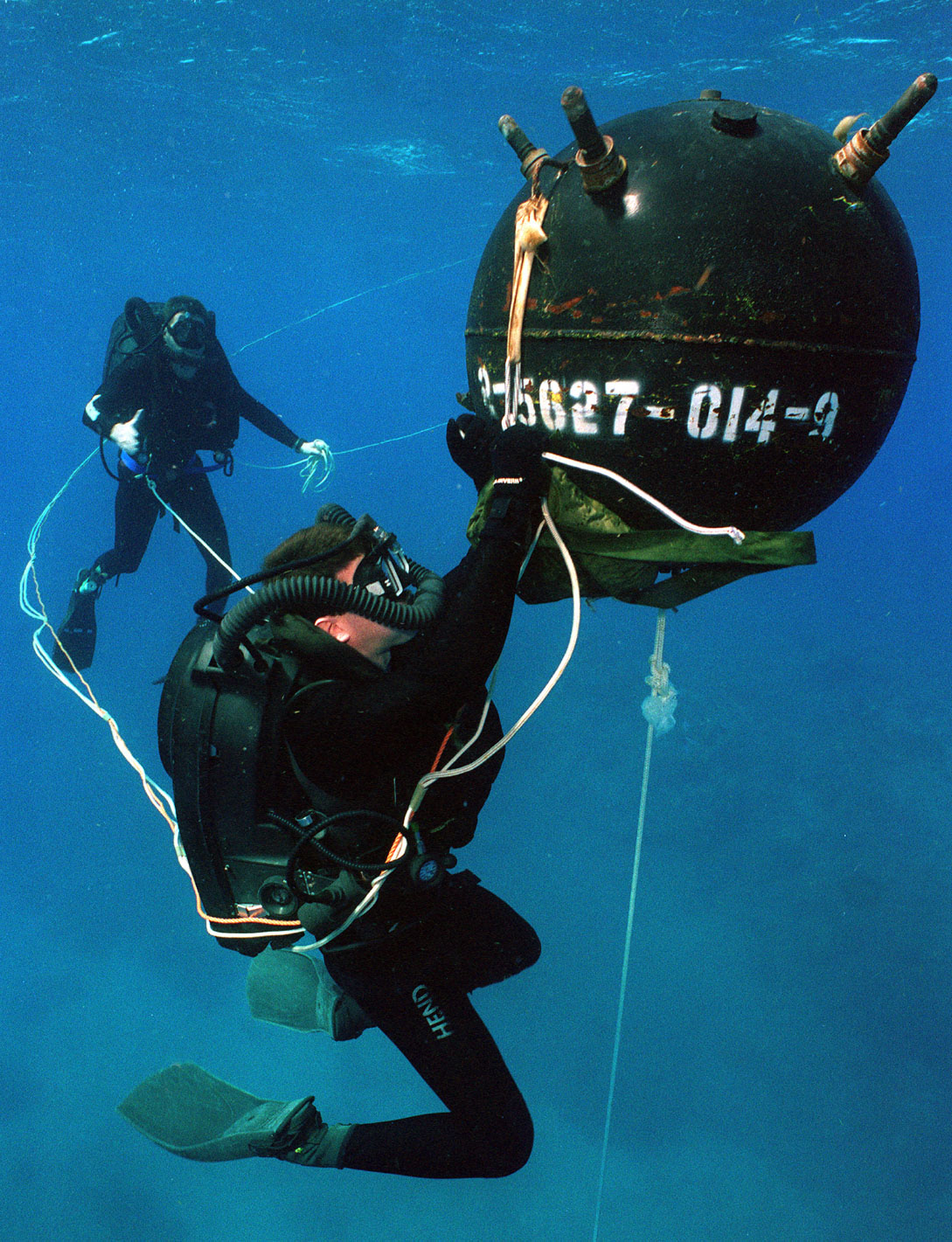
Zwei Taucher üben das Entschärfen einer Ankertaumine

Seeminen sind Sprengladungen, die im Wasser gegen Schiffe und U-Boote eingesetzt werden. Der Oberbegriff für das im Minenkrieg verwendete Material ist „Sperrwaffen“.

## Geschichte

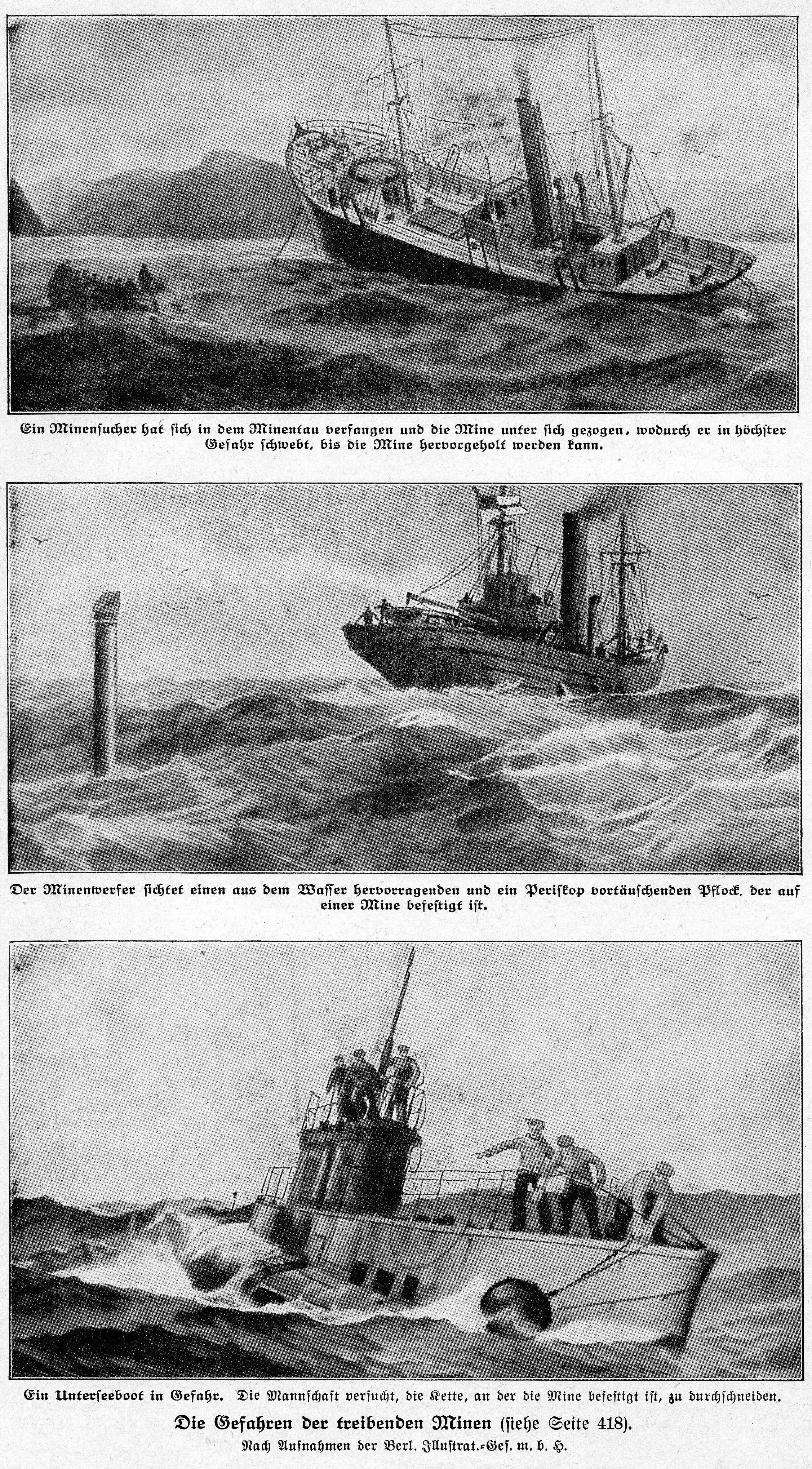
Merkblatt aus dem Ersten Weltkrieg zu treibenden Minen, Illustrierte Zeitung, 1916

Die Erfindung der Seemine diente dem Ziel, gegnerische Kriegsschiffe durch Feuer oder Sprengung zu zerstören. Eine derartige Waffe ist vor allem für solche Kriegsparteien interessant, die einer gegnerischen Marine keine im Überwasserkampf ebenbürtige Flotte entgegensetzen können. Im Sinne der mahanschen Seemachttheorie ist die Seemine ein typisches Mittel des „sea denial“. Mit ihr kann man einem Gegner zwar die Nutzung von Seegebieten verwehren, jedoch keine eigene Überlegenheit begründen.

Vorläufer der Seeminen waren die Brander, in Brand gesetzte Schiffe, die man in eine gegnerische Flotte hineintreiben ließ, um die hölzernen Kriegsschiffe anzuzünden. Die erste Sprengladung, die unter Wasser ans Ziel gebracht wurde, konstruierte David Bushnell 1776 im Amerikanischen Unabhängigkeitskrieg. Sie war mit einem Zeitzünder versehen und wurde an gegnerischen Schiffen mit einem Haken befestigt.

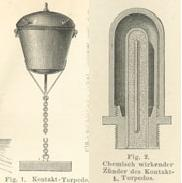
Seemine und Zünder, etwa 1880, damals noch als Kontakt-Torpedo bezeichnet

Aus derartigen Unterwasserladungen entwickelten sich im 19. Jahrhundert zwei Arten von Seekriegswaffen: die stationäre Seemine und der bewegliche Torpedo.
Der Amerikaner Samuel Colt entwickelte 1842 eine funktionierende elektrisch ferngezündete Mine, allerdings wurde das Projekt gestoppt. Der bekannte Erfinder und Industrielle Werner von Siemens konstruierte gemeinsam mit dem Chemiker August Friedrich Karl Himly 1848 während des Schleswig-Holsteinischen Krieges Seeminen für die Verteidigung des Hafens Kiel, die von Land aus elektrisch gezündet werden konnten. Auch im Amerikanischen Bürgerkrieg kamen Unterwasserladungen zum Einsatz, die wie bei Bushnell unter Wasser an ihr Ziel gebracht und dort gezündet wurden.
Trotz dieser Entwicklungen spielte die Mine in den Seekriegen des 19. Jahrhunderts nur eine untergeordnete Rolle. Erst in den Weltkriegen wurden große Mengen von Minen eingesetzt, die erheblichen Einfluss auf die Bewegungen der Seestreitkräfte hatten und starke Kräfte banden. Am Ende des Zweiten Weltkrieges waren 1.900 Minenräumschiffe aller Nationen damit beschäftigt, die Minenfelder zu räumen, Anfang 1946 waren alleine 519 britische Minenräumboote weltweit im Einsatz. Trotz publizierter minenfreier Seewege wurden im späten 1945 sowie im Frühjahr 1946 noch 130 kommerzielle Schiffe oder Fischerboote Opfer der noch nicht geräumten Minen. Auch in den Folgejahren blieben weiterhin viele Schiffe betroffen, erst nach 1950 reduzierte sich die Anzahl auf unter zwanzig jährlich.
Auch während des Kalten Krieges spielten die Pläne für den Mineneinsatz eine wichtige Rolle. Eingesetzt wurden Seeminen in dieser Zeit vor allem im Vietnamkrieg, dem Ersten Golfkrieg sowie bei der Verminung nicaraguanischer Häfen im Contra-Krieg. Nach dem Ende des Kalten Krieges hat der Mineneinsatz in den Planungen der Seestreitkräfte an Bedeutung verloren.

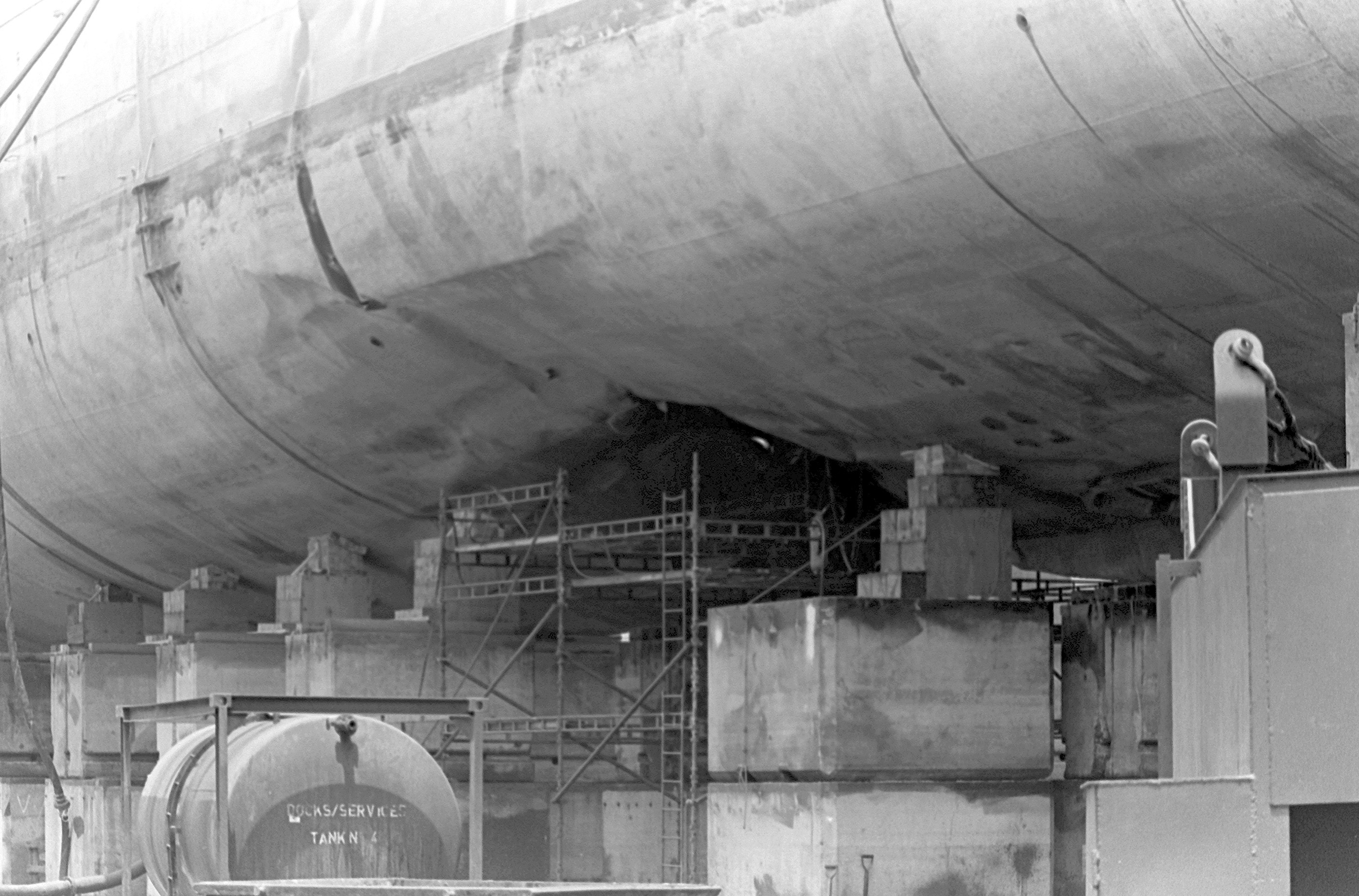
Minenschaden an der USS Samuel B. Roberts (FFG-58)

Seeminen sind für viele Marinen leicht verfügbar, in sehr unterschiedlichen Ausführungen erhältlich, preiswert, von einfacher Technologie und dabei selbst für einen technologisch weit überlegenen Angreifer eine ernste Bedrohung. Sie sind im Verhältnis Kosten-Nutzen sehr effektive Waffen. Die Fregatte Samuel B. Roberts wurde 1988 beispielsweise von einer durch den Iran ausgebrachten Kontaktmine Typ M-08 aus sowjetischer Produktion im Wert von nur 1.500 US-Dollar außer Gefecht gesetzt, ihre Reparatur kostete dagegen 135 Millionen US-Dollar.

## Minentypen

Unterschiedliche Minentypen; 6 und 7 sind Torpedominen

Seeminen können grob eingeteilt werden:
- nach der Art ihrer Positionierung in Grundminen und Ankertauminen
- nach der Art ihres Zünders in einerseits Berührungs-, Kontakt- oder älter Stoßminen, andererseits Fernzündungsminen (früher auch Beobachtungsminen)

Die meisten dieser herkömmlichen Minen können in bis zu 60 m Wassertiefe gelegt werden.
Ankertauminen sind einfache, im Wesentlichen auf Mechanik basierende Waffen, die auch von technologisch nicht sehr entwickelten Ländern preiswert hergestellt und eingesetzt werden können. Grundminen sind technisch anspruchsvoller und schwerer zu räumen als Ankertauminen.
Zusätzlich zu dieser Einteilung gibt es eine Anzahl von Spezialminen.

### Treibminen
Eine Treibmine ist eine unverankerte Seemine, die mit Kontaktzündern ausgestattet ist. Weil sich ihre Bewegungen nicht über einen längeren Zeitraum voraussagen lassen, ist ihr Einsatz nur erfolgversprechend, wenn berechenbare Strömungen die Minen in ihr Zielgebiet treiben. Wegen der von Treibminen ausgehenden Gefahren für die Schifffahrt verlangt das Völkerrecht, dass Minen ohne Bodenkontakt eine Stunde nach dem Aussetzen unscharf werden müssen.

### Ankertauminen

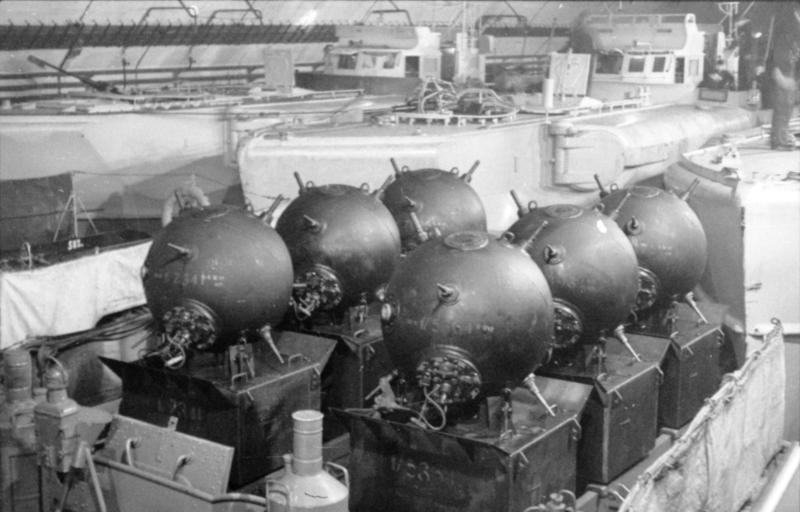
Ankertauminen auf einem deutschen Schnellboot im Zweiten Weltkrieg

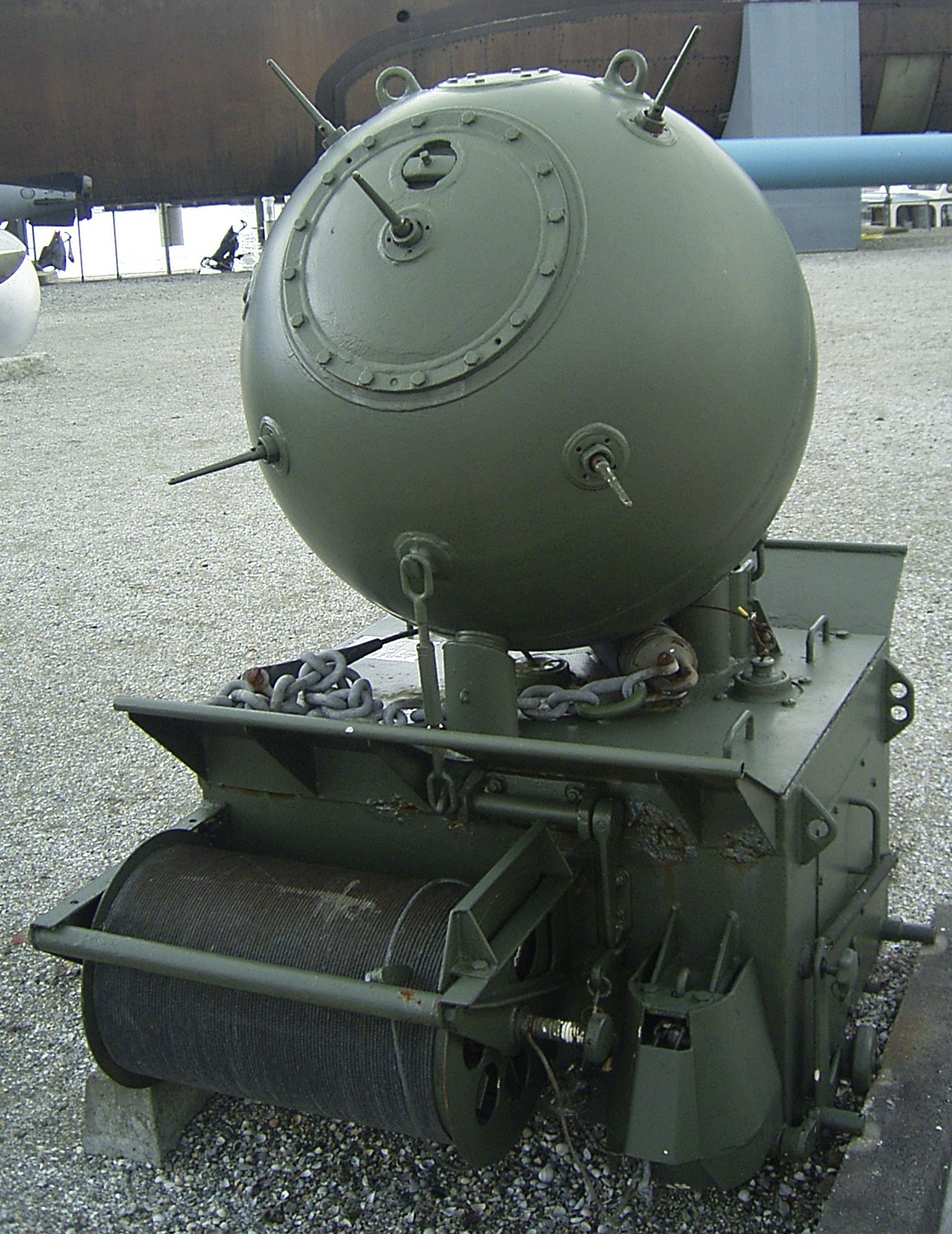
Ankertaumine im Transportzustand (Deutsches Modell – DM)

Ankertauminen bestehen aus einem Minenwagen oder Anker, der auf den Meeresgrund sinkt, und dem Minengefäß, das mit einem Drahtseil, dem sogenannten Ankertau, am Minenwagen befestigt ist und aufgrund seines Auftriebs dicht unter der Meeresoberfläche schwimmt. Ankertauminen sind üblicherweise mit Berührungszündern ausgestattet und werden durch Kontakt mit einem Schiffsrumpf ausgelöst. In größeren Tiefen werden Ankertauminen auch gegen U-Boote eingesetzt.
Die Ankertaumine ist der älteste in großer Zahl eingesetzte Minentyp. Die ersten wurden bereits 1813 vor den Forts Hudson und Richmond eingesetzt. Die Minensperren des Ersten Weltkriegs bestanden ausschließlich aus Ankertauminen, die des Zweiten Weltkriegs vorwiegend, und auch im Kalten Krieg und in Regionalkonflikten nach 1945 wurden Ankertauminen eingeplant bzw. eingesetzt.
Bei Ankertauminen ist die korrekte Tiefeneinstellung wichtig. Steht die Mine zu tief, können Schiffe unbeschadet darüber hinwegfahren. Steht sie hingegen zu flach, besteht die Gefahr, dass das Minengefäß an der Oberfläche sichtbar ist und damit die Sperre verrät. Bei den ersten Minensperren musste vor dem Legen die exakte Wassertiefe gelotet und danach die entsprechende Ankertaulänge eingestellt werden. Diese langwierige Methode eignete sich zwar zum Sperren in eigenen Gewässern, aber nicht, um feindliche Häfen zu sperren.
Im Russisch-Japanischen Krieg wurden Minen eingesetzt, die sich selbstständig auf eine vor dem Werfen eingestellte Tiefe verankerten. Anfänglich kamen zwei verschiedene Systeme der automatischen Tiefeneinstellung zum Einsatz. Bei der Einstellung durch Wasserdruck sinkt das Minengefäß mit dem Anker auf Grund. Anschließend löst sich das Gefäß vom Anker und steigt auf, bis der Umgebungsdruck soweit abgenommen hat, dass eine Federeinrichtung das Ankertau festklemmt. Dieses System wurde von der Kaiserlichen Marine bis 1918 eingesetzt. Es benötigte ein doppeltes Ankertau, was dazu führte, dass durch den erhöhten Wasserwiderstand die Mine bei Strömung die eingestellte Tiefe unterschritt und die Mine dadurch bis zu mehreren Metern zu tief stand. Beim Voreilanker wird die gewünschte Tiefe mittels Voreilstand eingestellt. Nach dem Werfen bleibt das Minengefäß vorerst an der Oberfläche, während der mit dem Voreilgewicht versehene Anker absinkt. Wenn das schneller als der Anker absinkende Voreilgewicht den Grund erreicht, blockiert eine Bremse das Ankertau und das Minengefäß wird auf die eingestellte Tiefe gezogen. Ab 1916 führte die Royal Navy den geschlossenen Voreilanker ein, der einfacher aufgebaut und zuverlässiger ist. Hier schwimmt der luftgefüllte, mit dem Minengefäß verbundene Ankerkasten an der Oberfläche, bis das Voreilgewicht den eingestellten Abstand erreicht hat. Jetzt löst sich das Minengefäß vom Anker, der nun vollläuft und auf den Grund sinkt. Im Zweiten Weltkrieg war dies die von allen beteiligten Staaten am häufigsten benutzte Verankerungsart.

### Grundminen

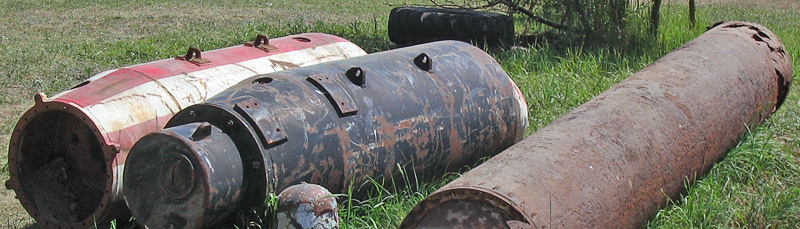
Geborgene Grundminen

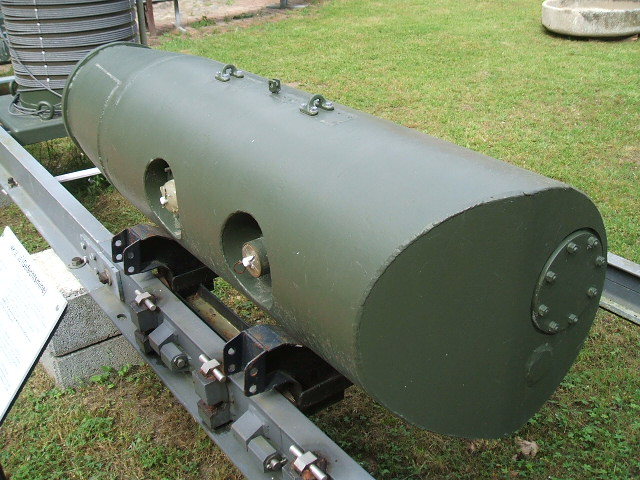
Gefechtsmine MK 36 25 der Bundesmarine

Bereits im Ersten Weltkrieg wurden Grundminen entwickelt, die auf dem Meeresboden liegen. Grundminen sind Fernzündungsminen, die auf in direkter Nähe passierende Schiffe ansprechen. Die Zerstörungswirkung geht von der bei der Detonation entstehenden Gas- und Schaumblase aus, die zunächst den Schiffskörper anhebt. Wenn die Gasblase durch die Wasseroberfläche bricht und ihren Druck verliert, entsteht kurzzeitig ein Hohlraum unter dem Schiff und die tragende Wirkung des Wassers entfällt in diesem Bereich. Der betroffene Bereich wird also zunächst schockartig angehoben, dann wieder fallengelassen, was zu schweren Personalverlusten und Schäden am Schiffskörper führt. Häufig kommt es zum Auseinanderbrechen des Rumpfes, was den Totalverlust des Schiffs bedeutet.

### Minenzünder

#### Kontaktzünder
Kontaktzünder basieren auf chemischen, mechanischen oder elektrischen Prinzipien. Das chemische Prinzip beruht meist auf der heftigen Reaktion von zwei Stoffen. Mechanische Auslösung geschieht über einen schlagempfindlichen Initialsprengstoff.
Herkömmliche Berührungszündersysteme bestehen aus einem elektrischen Zündmechanismus und mehreren Berührungssensoren in Form so genannter Zündhörner. Diese Hörner bestehen aus einem außen am Minengefäß abstehenden Rohr, in dem sich ein mit Säure gefülltes Glasröhrchen befindet. Wird das Rohr durch eine heftige Berührung verbogen, so bricht das Glasröhrchen und die Säure fließt in ein trockenes Galvanisches Element, das wiederum den Strom für den Zündmechanismus erzeugt. Dieses Zündsystem bietet den Vorteil, dass es extrem lange einsatzfähig bleibt. Kontaktzündsysteme, bei denen die Zündhörner lediglich Kontakte darstellen und die Zündenergie durch eine eingebaute Batterie zur Verfügung gestellt wird, sind von der Kapazität der Batterie abhängig und verlieren eher ihre Einsatzbereitschaft.

#### Abstandszünder

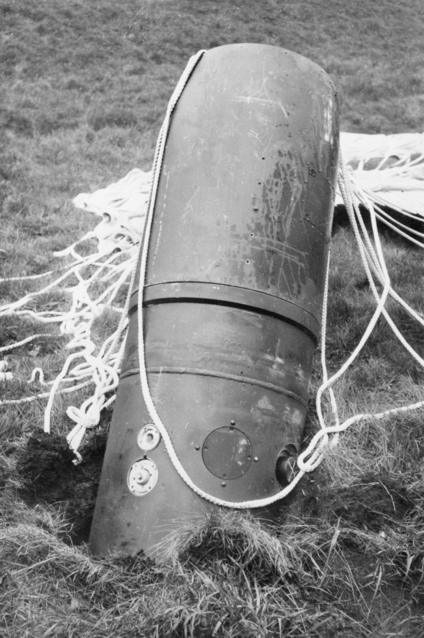
Deutsche Magnetmine des Zweiten Weltkriegs, die von einem Flugzeug der Luftwaffe versehentlich mit einem Fallschirm über Land abgeworfen wurde

Magnetfeld eines Schiffes

Fernzündungsminen sprechen üblicherweise (auch unbeaufsichtigt) auf die Veränderung ihres nahen Umfeldes an, das heißt des umgebenden Magnetfeldes (siehe Magnetzünder), der Geräusche oder des Wasserdrucks. Bewegt sich ein Schiff über eine Mine, so verändern sich alle drei Umgebungswerte. Die ersten Grundminen sprachen nur auf das Magnetfeld an, neuere auch auf einen der anderen oder auf mehrere dieser Werte. Manche Zünder sind mit einer Verzögerung versehen, so dass die Mine nicht schon unter dem Bug auslöst. Minen können auch mit Zählwerken ausgestattet werden, welche erst nach einer bestimmten Zahl von Überläufen ansprechen, um die genaue Ortung eines Minenfeldes und dessen Räumung zu erschweren. Moderne Seeminen verfügen über eine Kombination mehrerer Sensoren und können bestimmte Schiffsgrößen oder sogar deren Bauarten erkennen.

### Spezialminen
Für besondere Aufgaben sind spezielle Minen entwickelt worden, beispielsweise für den Einsatz bei großen Wassertiefen oder gegen U-Boote. So wurden Ankertauminen mit Fernzündung entwickelt, die in großen Wassertiefen gelegt werden und deren Minengefäße auf ähnlichen Tiefen schwimmen, auf denen sonst Grundminen gelegt werden. Damit ist die Verminung sehr tiefer Gewässer möglich.
Zu den Spezialminen gehören auch solche, die von Land ein- und ausgeschaltet oder auch gezündet werden können. Solche Minen werden zum Schutz eigener Hafeneinfahrten und Wasserwege benutzt.

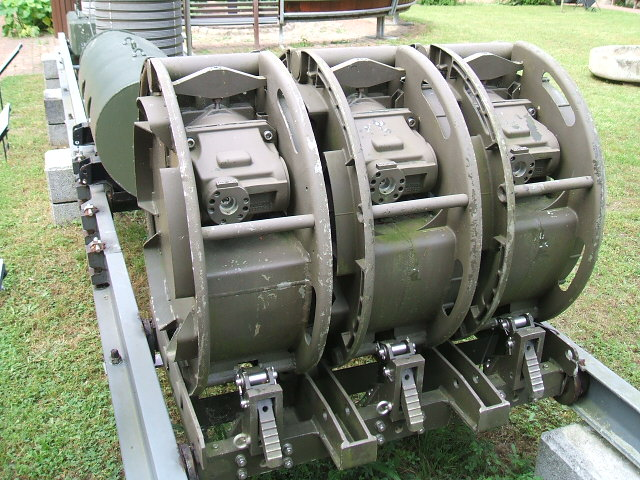
Drei deutsche Seeminen Antiinvasion (SAI) auf einem Abwurfwagen

Vor Küsten, an denen gegnerische Landungen erwartet werden, können Antiinvasionsminen (auch Fluss- oder Uferminen genannt) gelegt werden. Diese Grundminen sind besonders für den Einsatz in sehr flachem Wasser geeignet, ähneln zum Teil Landminen und können mit ihren magnetischen, elektromagnetischen oder Schallsensoren auch kleine Landungsboote und Luftkissenfahrzeuge erkennen. Ihre Ladung ist meist klein, aber für die vorgesehenen Ziele ausreichend. Vor allem in der Sowjetunion wurden mehrere derartige Minentypen entwickelt. Teilweise werden für flache Gewässer auch geeignete Seeminen verwendet wie zum Beispiel die deutsche Seemine Antiinvasion (SAI) DM 51 oder die von Luftfahrzeugen abgeworfene U.S. NAVAL MINE, MK 62 MOD 0 QUICKSTRIKE.
Eine andere Spezialform sind Kombinationen von Minen und Torpedos. Torpedominen wie die amerikanischen MK-60 CAPTOR sind Waffensysteme, die aus einer Plattform und einem Torpedo bestehen. Bei der Annäherung eines Schiffes oder U-Boots wird der Torpedo gestartet und greift sein Ziel selbstsuchend an. Eine andere Variante sind Torpedos, die nach einigen Seemeilen Laufstrecke als Grundmine liegenbleiben. Auf diese Art können Minen in Gewässer gebracht werden, die der Minenträger selbst nicht befahren kann, weil sie vom Gegner beherrscht werden oder wie etwa Flussmündungen zu flach sind. Ein Beispiel für diesen Typ ist die amerikanische MK-67, die aus einem modifizierten MK-37-Torpedo mit zusätzlichen Zündeinrichtungen besteht und von U-Booten verschossen werden kann.
Die von Kleinkampfmitteln, bemannten Torpedos aus- bzw. von Kampfschwimmern eingesetzten Kontaktminen und Grundminen sind weitere Formen. Weitere ältere Sonderformen sind Spierentorpedos und am Seil nachgeschleppte Minen.

## Mineneinsatz

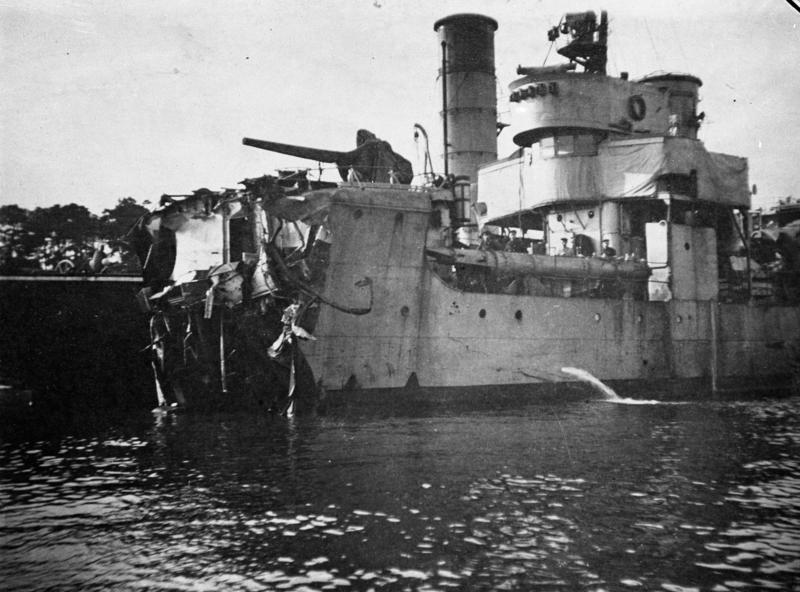
Minenwirkung an einem Torpedoboot (Erster Weltkrieg)

Der Einsatz von Minen erfolgt nach verschiedenen militärischen Überlegungen und unterliegt völkerrechtlichen Beschränkungen.

### Völkerrechtliche Bestimmungen
Die wichtigsten Bestimmungen über den Einsatz von Seeminen finden sich im VIII. Haager Abkommen, dem „Abkommen über die Legung von unterseeischen selbsttätigen Kontaktminen“ von 1907.
Danach müssen unverankerte Kontaktminen (Treibminen) eine Stunde nach dem Aussetzen unscharf werden. Ankertauminen müssen unscharf werden, wenn sie sich aus ihrer Verankerung reißen. Torpedos müssen unscharf werden, wenn sie ihr Ziel verfehlt haben. Durch diese Regelungen soll vermieden werden, dass scharfe Sprengladungen unkontrolliert und ohne weiteren militärischen Nutzen die Meere gefährden.
Nach dem Kriegsende ist jede Partei angehalten, die Minen vor ihren Küsten zu beseitigen und die andere Partei über die von ihr gelegten Sperren in deren Gewässern zu informieren.

### Verbringung der Minen

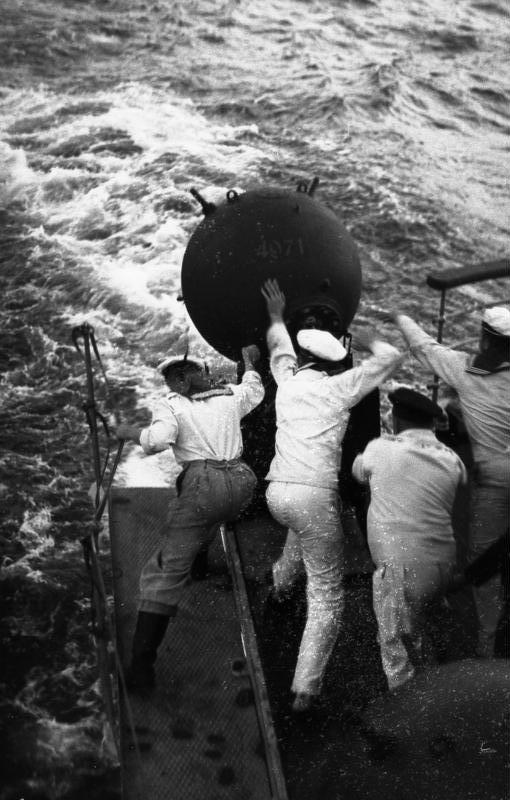
Minenlegen zu Beginn des Zweiten Weltkriegs durch das zum Minenschiff umgebaute Passagierschiff Hansestadt Danzig

Minen können von Schiffen, U-Booten und Flugzeugen verbracht werden. Minenleger können in großer Zahl Minen legen und werden meist zum Werfen von weiträumigen Minensperren eingesetzt. Handelsschiffe mit großen durchgehenden Decksflächen (wie zum Beispiel Fähren oder RoRo-Frachter) lassen sich innerhalb weniger Stunden mit Minenschienen ausrüsten und als Hilfsminenleger einsetzen. Viele Kriegsschiffe besitzen zumindest eine begrenzte Minenlegekapazität. U-Boote können meist nur eine kleine Zahl von Minen mitführen, diese jedoch unbemerkt auch in vom Gegner beherrschten Gewässern legen.

### Militärische Überlegungen beim Mineneinsatz
Grundsätzlich wird zwischen offensivem und defensivem Mineneinsatz unterschieden. Als offensiv wird ein Mineneinsatz in den Gewässern eines Gegners oder auf den von ihm benutzten Seewegen bezeichnet. Offensive Minensperren sollen den Gegner daran hindern, seine Häfen zu verlassen oder ihn zwingen, Seewege zu wählen, auf denen man ihn besser angreifen kann. So kann es die Aufgabe einer Minensperre sein, einen Seeweg entlang der Küste zu sperren und gegnerische Schiffe ins tiefe Wasser zu zwingen, wo man U-Boote gegen sie einsetzen kann.
Beim defensiven Mineneinsatz wird zwischen defensivem und protektivem Minenlegen unterschieden. Defensive Minenfelder werden in internationalen Gewässern unter eigener Kontrolle gelegt. Sie dienen der Lenkung der Schifffahrt im eigenen Interesse und dem Schutz eigener Seeverbindungswege. Protektive Minensperren werden in den eigenen Hoheitsgewässern gelegt, um Küsten, Reeden und Häfen zu verteidigen. Bei protektiven und defensiven Sperren vor der eigenen Küste werden meist verdeckte Durchlässe für den eigenen Schiffsverkehr bestehen gelassen. Diese können durch kontrollierte Minen zusätzlich gesichert werden.

### Terroristischer Mineneinsatz
Da Minen einfach zu produzieren sind und von Handelsschiffen leicht und unbeobachtet gelegt werden können, eignen sie sich für Terrorakte gegen Seewege. Der größte bekannte Fall war die Verminung des Roten Meeres im Sommer 1984. Ein unbekanntes Handelsschiff hatte eine größere Zahl von Minen gelegt – nach Bekennerschreiben 190 –, durch die eine Anzahl von Schiffen beschädigt wurden. Knapp 30 Minenabwehrfahrzeuge aus sieben Staaten suchten von August bis November 1984, dabei wurde eine Mine gefunden und geborgen. Es handelte sich um ein sowjetisches Produkt, dessen Ladung so reduziert war, dass sie zu Beschädigungen, aber möglichst nicht zur Versenkung führen sollte. Um die Schifffahrt durch den Suezkanal nicht zu beeinträchtigen, war insbesondere Ägypten bemüht, den Vorfall herunterzuspielen. Andere Staaten teilten dieses Bemühen aus Sorge um den Seehandel.

## Moderne Entwicklungstrends
Die US-Streitkräfte haben im Programm Quickstrike-J die Luftverlegung von Seeminen mit hoher Genauigkeit trotz großer Abwurfentfernung vom Ziel erforscht. Dies soll die Gefährdung der betreffenden Flugzeuge durch gegnerische Flugabwehr minimieren. Dabei soll ein System ähnlich der Joint Direct Attack Munition genutzt werden. Angestrebt wird eine Genauigkeit von sechs Metern zu vorgegebenen Punkten auf dem Meeresboden für einzelne Minen. Die Erprobung wurde 2019 abgeschlossen, für 2021 wurde die Einführung in der Truppe erwartet.
Als neue Verlegearten werden unbemannte Unterwasserfahrzeuge erprobt. Die US Navy betreibt seit 2018 das Projekt Hammerhead. Dieses sieht ein unbemanntes Fahrzeug als Verlegesystem vor. Als eigentliche Waffe ist ein Mark-54-Torpedo vorgesehen, der mit einer zugehörigen Steuereinheit monatelang auf dem Meeresgrund verbleibt, aus der Ferne aktiviert werden kann und dann mithilfe der verbauten Elektronik nur bestimmte Schiffstypen angreift. Voraussichtlich im Fiskaljahr 2021 sollen Verträge über die Anfertigung von Prototypen vergeben werden.
Von einem weiteren US-System ist lediglich der Name Clandestine Mine Delivery bekannt. Im Verlauf des Jahres 2020 sollten erste Systeme an die Truppe ausgegeben werden.
Zudem wird die Verwendung unbemannter Unterwasserfahrzeuge als Minen diskutiert. Diese könnten sich vor aufgeklärten Räumversuchen aus einem Bereich entfernen und anschließend wieder ihre Positionen einnehmen. Eine weitere Einsatzmöglichkeit wäre die Verlegung weit vor einem Konflikt und die Aktivierung bzw. Formation zu einer Minensperre nur im Bedarfsfall. Auch könnten sich solche Drohnenminen über ein weiteres Gebiet verteilen und nach Räumung oder Detonation von Minen in der eigentlichen Sperre die entstandenen Lücken auffüllen.
Darüber hinaus soll die bislang nur bei Spezialminen mögliche aktive Steuerung weiter verbreitet und präziser werden. Diese Überlegungen betreffen gezielte, von Menschen oder Algorithmen gesteuerten Angriffe auf bestimmte Schiffe eines Verbands und das Abschalten benachbarter Minen beim Einsatz einzelner Sprengkörper, um keine „Löcher“ in dichten Minenfeldern entstehen zu lassen.
Auch nicht-tödliche Minen werden erörtert, die gezielt die Steuer- und Antriebsanlagen von Schiffen blockieren.

## Minenabwehr
Der Minengefahr kann man durch Vermeiden oder Beseitigen der Minen begegnen.

### Schutzmaßnahmen
Schiffe können durch eine Anzahl von technischen und organisatorischen Maßnahmen vor Minen geschützt werden. Während auf Handelsschiffen im Frieden meist auf technischen Minenschutz verzichten wird, findet man auf Kriegsschiffen zum Teil sehr aufwendige Schutzmaßnahmen. Viele Kriegsschiffe verfügen über ein Mineneigenschutzsystem gegen Magnetminen. Diese Anlage besteht aus großen, fest im Schiff eingebauten elektrischen Schleifen. Sie erzeugen ein Magnetfeld, welches das Eigenmagnetfeld des Schiffes kompensiert und so die Störungen des Erdmagnetfelds verhindert, die zur Zündung von Magnetminen führen können. Weniger aufwendig ist die „Entmagnetisierung“ der Schiffe in speziellen Anlagen. Die Wirkung ist allerdings geringer und nur vorübergehend, so dass der Vorgang regelmäßig wiederholt werden muss.

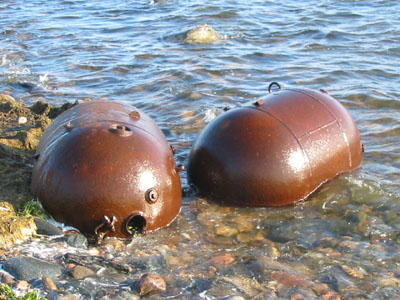
Alte Seeminen am Strand der estnischen Insel Naissaar

Minenabwehrfahrzeuge, also Minensuchboote, Räumboote und Minenjagdboote, sind zusätzlich gegen Minen geschützt. Sie haben geringen Tiefgang, um möglichst keine Ankertauminen zur Zündung zu bringen, und ihre magnetischen und akustischen Signaturen werden aufwendig gedämpft. So werden diese Fahrzeuge meist aus nicht magnetisierbaren Materialien, wie Holz, Kunststoff oder speziellem Stahl, gebaut. Viele Minensuchboote verfügen außerdem über ein Minenmeidesonar, mit dessen Hilfe sie Ankertauminen auf ihrem Kurs erkennen und umfahren können.
Um die Schifffahrt bei Minengefahr zu schützen, werden minenfreie Wege geschaffen, durch die Schiffe geleitet werden. Bei starker Minengefährdung werden die Schiffe außerhalb dieser Wege durch vorausfahrende Minenabwehrfahrzeuge gelotst. Nach dem Zweiten Weltkrieg bestanden fast dreißig Jahre lang sogenannte Zwangswege in Nord- und Ostsee, auf die die Handelsschifffahrt angewiesen wurde. Beim Verlassen der Wege erlosch der Versicherungsschutz.

### Suchen und Räumen
Als wichtigste Methoden der Minenbeseitigung unterscheidet man das Minenräumen und die Minenjagd. Die dafür eingesetzten Kriegsschiffe fasst man unter dem Oberbegriff Minenabwehrfahrzeuge zusammen.

#### Minenräumen

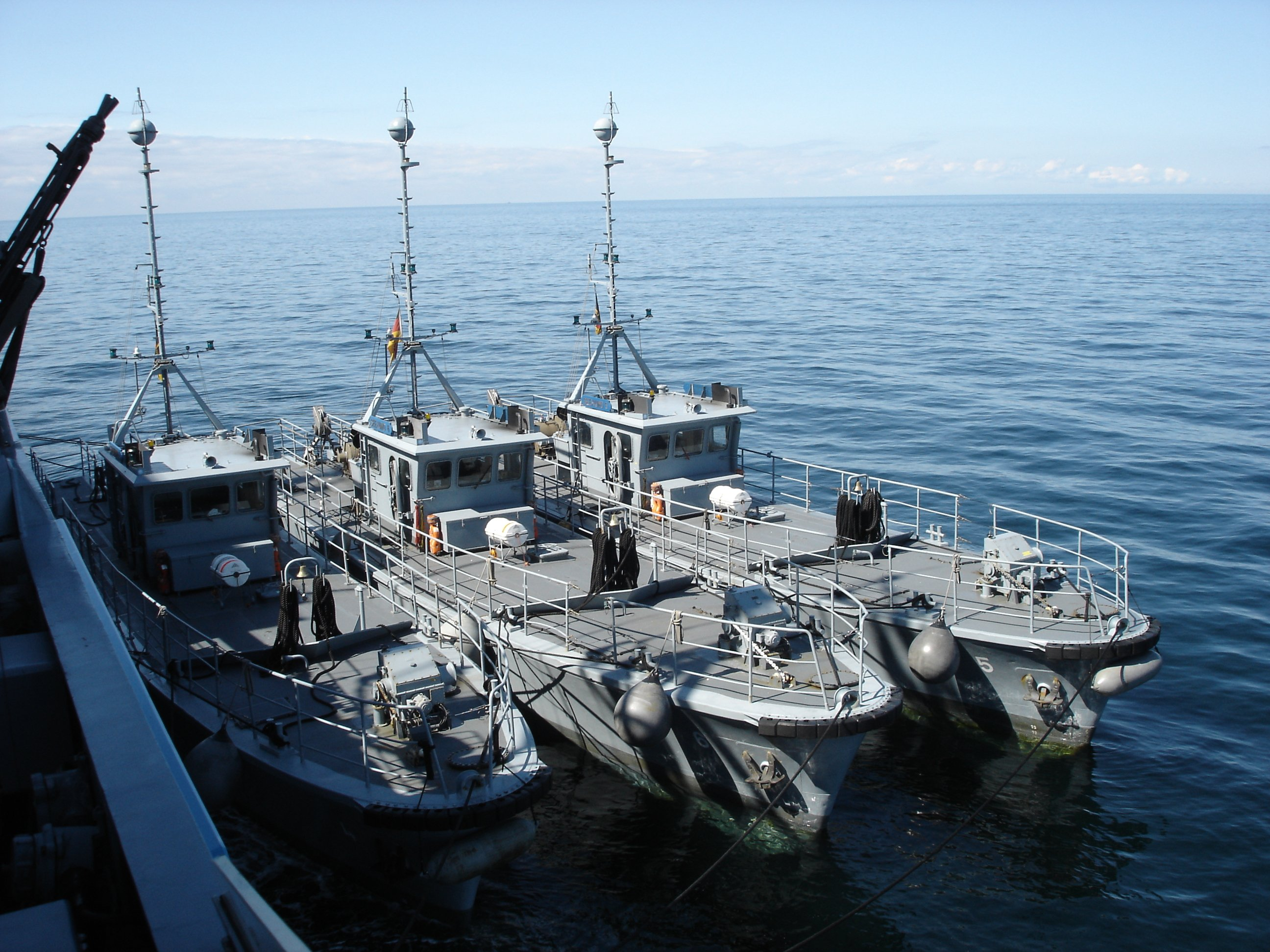
Minenabwehrsystem TROIKA mit ferngelenkten Räumbooten

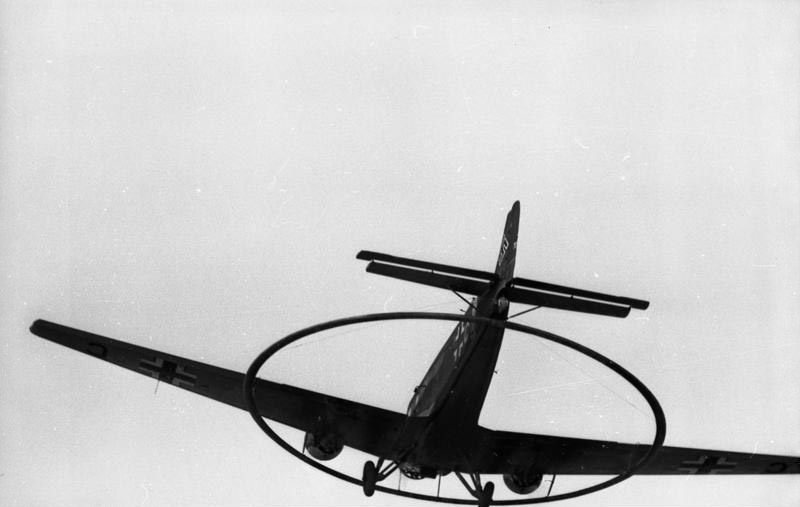
Ju 52 mit Minensprengring der Minensuchgruppe Mausi

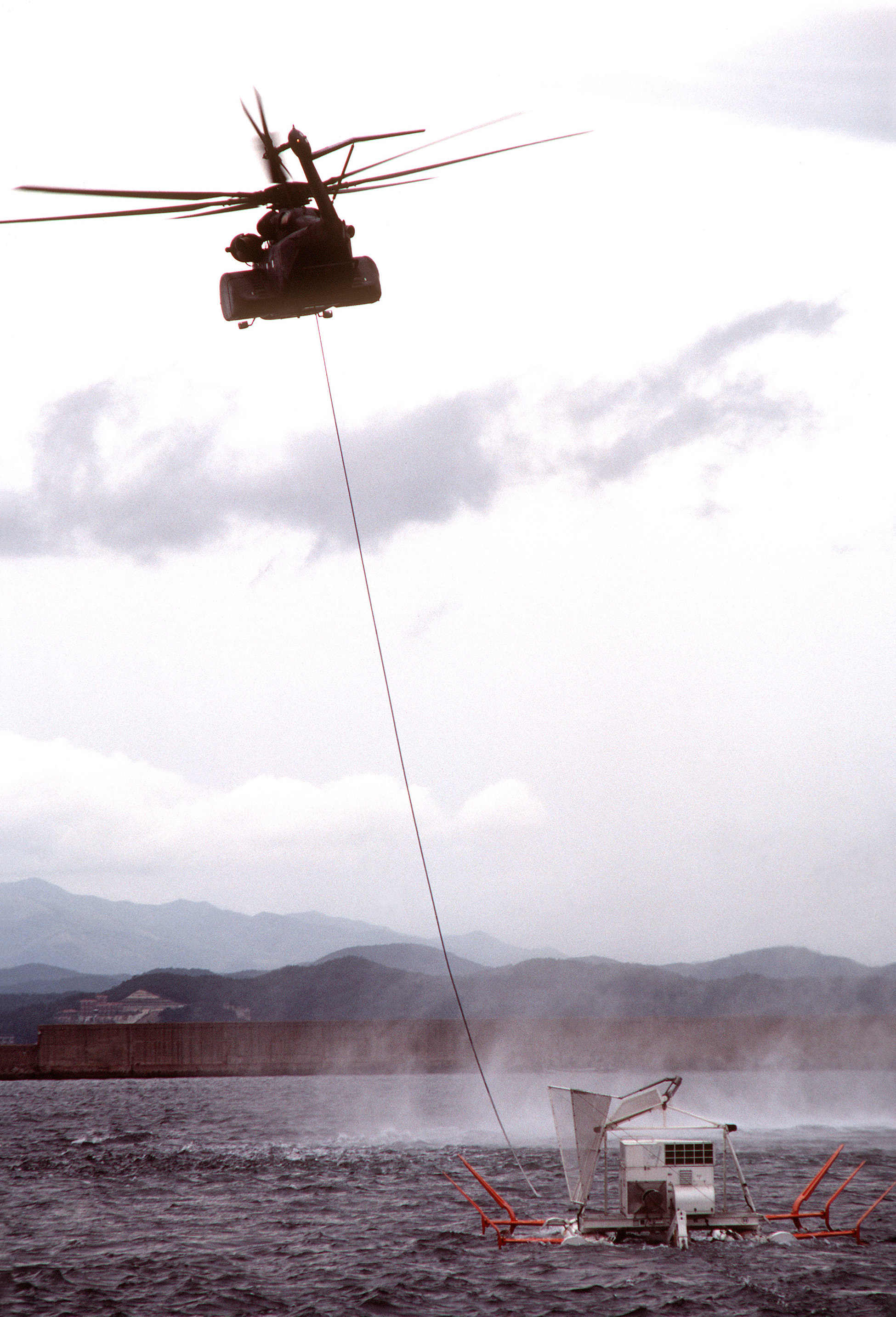
MH-53E Sea Dragon zieht einen Mark 105 Minenräumschlitten

Beim Minenräumen handelt es sich um verschiedene Verfahren, mit deren Hilfe Minen in einem Suchgebiet mit technischen Mitteln unschädlich gemacht werden sollen.
Zum Räumen von Ankertauminen werden Räumgeschirre verwendet, die von Minensuchbooten durch das Wasser gezogen werden. Sie werden entweder von mehreren Booten im Verbund eingesetzt oder von Einzelbooten, deren Räumkabel mit Hilfe von Scherbrettern seitlich ausgesteuert werden. Mit Hilfe von Schwimmern werden die Kabel in einer vorbestimmten Räumtiefe geführt und sollen mit anmontierten Greifern die Ankertaue der Minen erfassen und zerschneiden. Die Minengefäße schwimmen dann auf und werden mit Schusswaffen zur Explosion gebracht.
Grundminen werden mit simulierten Signaturen geräumt, auf welche die Zünder der Minen ansprechen. Sogenannte Hohlstäbe, die von Minensuchbooten geschleppt werden, enthalten eine große Magnetspule und simulieren Magnetfelder größerer Schiffe. Ebenfalls nachgeschleppte Geräuschbojen können die Geräuschfelder von Schiffen simulieren. Bei dem deutschen System Troika werden ferngelenkte Hohlstäbe mit Eigenantrieb eingesetzt, die außerdem eine Geräuschboje mitführen. Ein solches System erlaubt die Minensuche bei geringer Personalgefährdung.
Magnetfelder können auch durch Flugzeuge und vor allem durch Hubschrauber mit Magnetspulen simuliert werden. Bereits im Zweiten Weltkrieg setzte die Wehrmacht Flugzeuge vom Typ Junkers Ju 52/3m (Variante MAUSI) mit einer großen Magnetspule zum Minenräumen ein. Die U.S. Navy verwendet Hubschrauber vom Typ Sikorsky S-65 in der Variante RH-53A, die einen Räumschlitten über die Wasseroberfläche ziehen.
Im Gegensatz zu Magnet- und Geräuschfeldern lassen sich Druckfelder nicht simulieren. Minen mit Druckzünder können nur mit Sperrbrechern geräumt werden, die als besonders geschützte Schiffe die Minen überlaufen und zur Zündung bringen.

#### Minenjagd

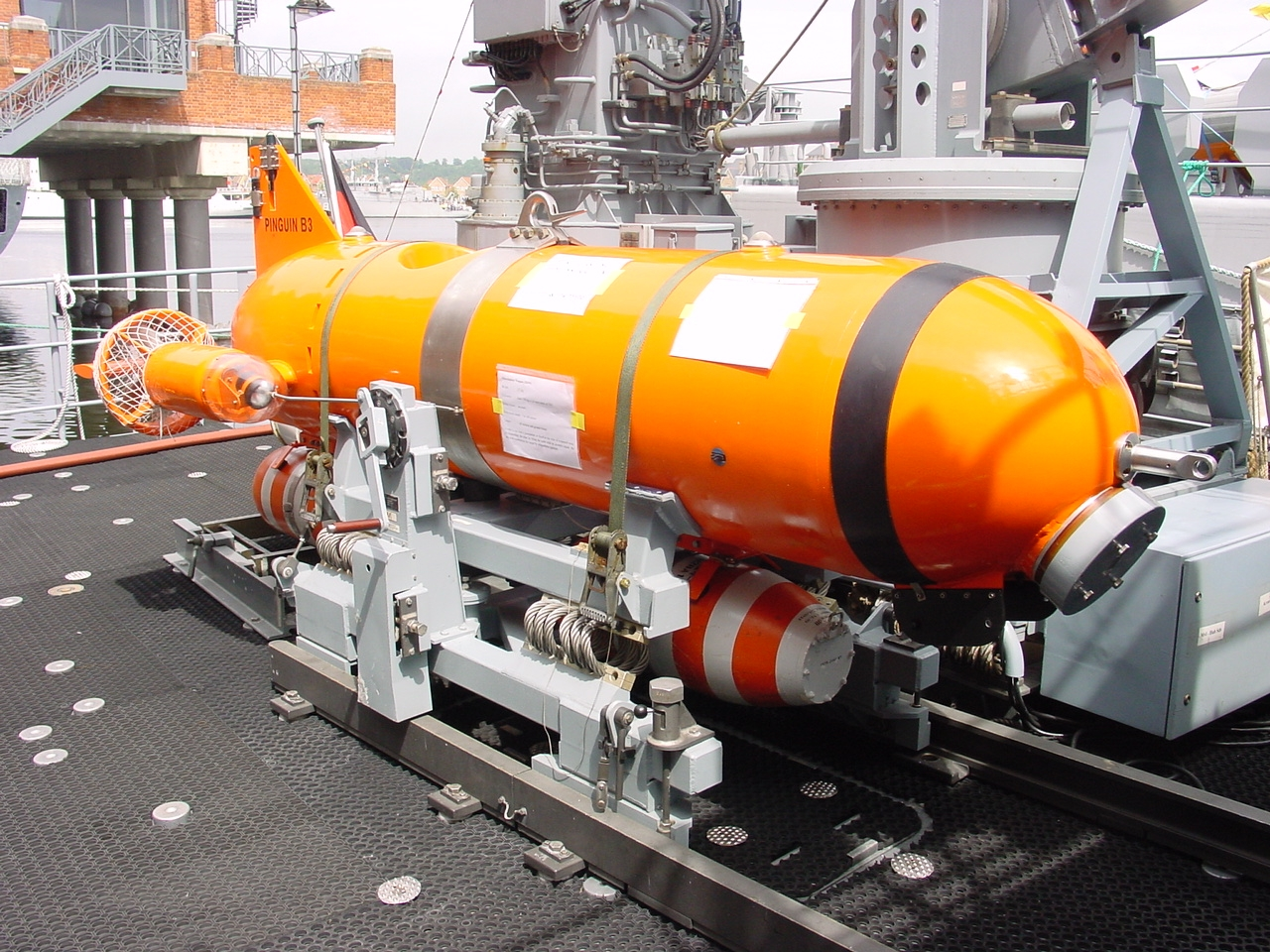
Minenjagddrohne „Pinguin B3“

Bei der Minenjagd werden einzelne Minen mit Hilfe von hoch auflösenden Sonargeräten geortet. Sie können dann entweder entschärft oder gezielt gesprengt werden. Für die Identifizierung der Minen und ihre Vernichtung können Minentaucher oder ferngelenkte Unterwasserdrohnen eingesetzt werden. Ein Beispiel ist dafür die Minenjagddrohne „Pinguin“ der Deutschen Marine. Sie verfügt in der Regel über ein Kamerasystem sowie je nach Ausstattung ein Nahbereichssonar und kann bis zu zwei fernzündbare Minenvernichtungsladungen abwerfen oder am Ankertau anbringen, um Minen zu vernichten. Soll eine Mine zur Analyse des Minenfeldes entschärft und geborgen werden, werden dafür Minentaucher benötigt. Die Minenjagdboote der Klasse 332 wurden speziell für diese Aufgaben entwickelt. Sie besaßen ursprünglich einen ausfahr- und schwenkbaren Sonardom, zwei Minenjagddrohnen Typ „Pinguin“ sowie die komplette Ausrüstung für Minentaucher, einschließlich einer Taucherdruckkammer und Flaschenfüllstation.
Im Gegensatz zum klassischen Minenräumen ist die Minenjagd sehr zeitaufwendig, dafür können jedoch alle georteten Minen vernichtet werden. Da die zur Minenjagd eingesetzten Sonaranlagen besonders empfindlich sein müssen und die Sonarortung auf Schallwellen basiert, wird versucht, jedes Störgeräusch zu vermeiden. Daher verwenden moderne Minenjäger im Einsatz auch einen besonders leisen Antrieb und fahren nur mit geringer Geschwindigkeit. Auch sonst muss auf äußerste Geräuschdisziplin geachtet werden. Die Minenjagd wurde auch entwickelt, um Schiffsverbände sicher durch mögliche Minengebiete bringen zu können. So kann man mit einem Minenjäger eine minenfreie Passage durch ein Minengebiet finden.
Die Techniken zur Minenjagd ermöglichen jedoch auch andere Anwendungen. So wurden Minenjagdboote eingesetzt, um nach der deutschen Wiedervereinigung in neuen Übungsgebieten der Marine die Beschaffenheit des Meeresgrundes großflächig zu untersuchen. Teilweise wurde dabei alte Munition entdeckt, die anschließend geborgen und sicher vernichtet werden konnte. Auch gesunkene Schiffe und andere Wrackteile konnten geortet werden, wenn deren Position nicht genau bekannt war. So hatte die neue Technik auch zivilen Nutzen.

#### Minenabwehrmittel und moderne Minen

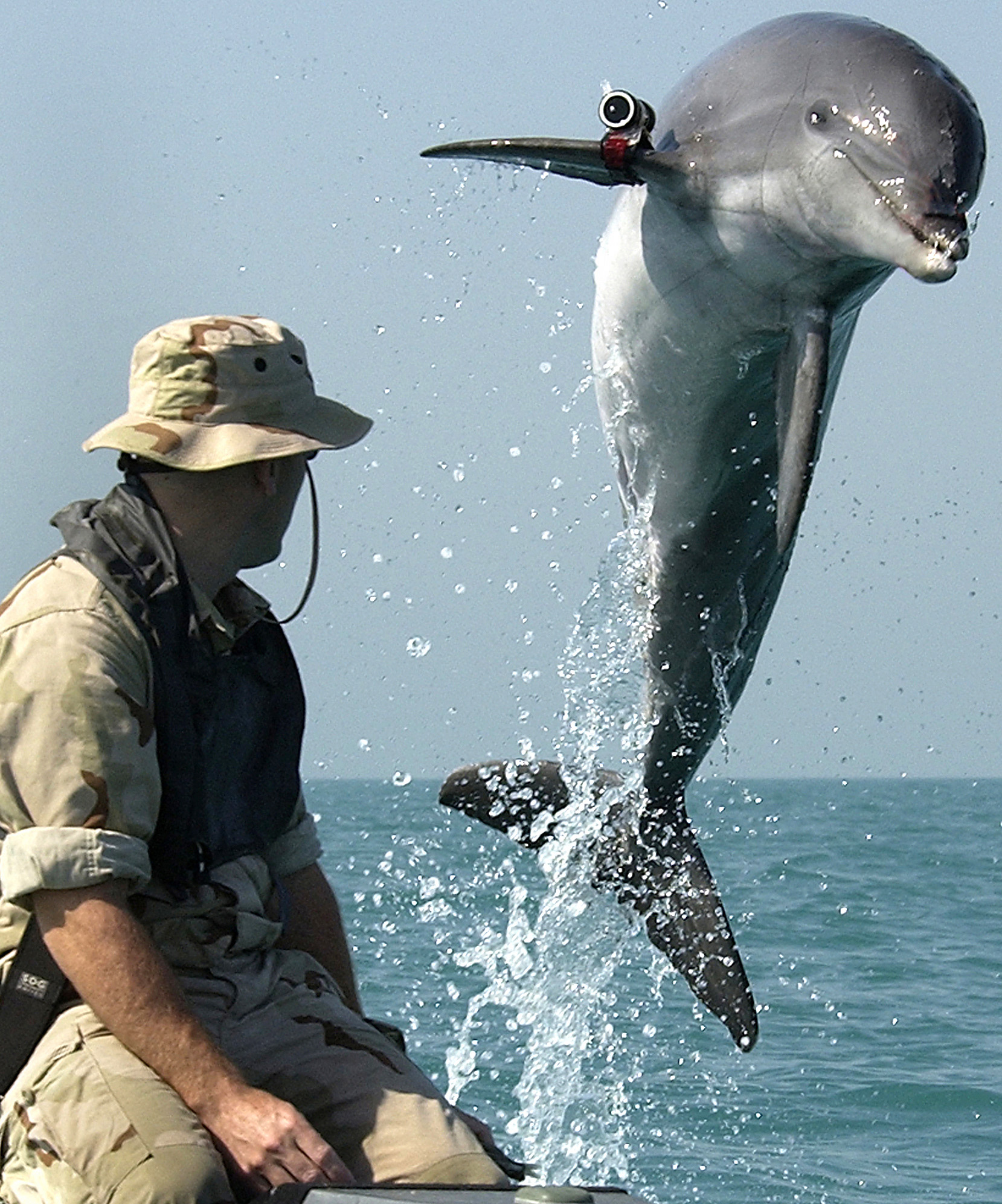
Zur Ortung von Seeminen ausgebildeter Delfin des US-Militärs mit Ortungsgerät

Mineneinsatz und Minenabwehr unterliegen einem beständigen technischen Wettlauf. Man versucht, Minen auf vielfältige Weise gegen Abwehrmaßnahmen resistent zu machen. Zu den ältesten Maßnahmen gehörte es, in Feldern von Ankertauminen so genannte Minenfeldschutzmittel auszubringen, minenähnliche Schwimmkörper, die die Räumdrähte zerstören sollen. Gegen das Räumen durch Minentaucher werden teilweise spezielle Minen eingesetzt, die zünden sollen, wenn ein Taucher in ihre Nähe kommt. Moderne Grundminen werden so konstruiert, dass sie zur Tarnung ihre Oberfläche verändern und schnell mit Meerespflanzen überwuchern oder sich vollständig in den Boden eingraben und deshalb mit Minenjagdmitteln kaum zu orten sind.
Bei der Minenabwehr ergänzen sich Minenräumen und Minenjagd. Während die Minenräumer schneller arbeiten können und auch Minen räumen, die ein Minenjäger vielleicht übersehen hätte (z. B. im Sand verborgene und überwucherte Minen), können mit Hilfe der Minenjagd auch Minen gefunden werden, die gegen die meisten Räumverfahren resistent sind (z. B. bei Druckzündern oder „intelligenten Zündern“). Zu den Trends der Minenabwehr gehört der Einsatz ferngelenkter Systeme, um die Gefährdung des Personals zu vermindern. Außerdem können solche Systeme auch von vielen anderen Fahrzeugen eingesetzt werden, die beispielsweise auf Grund ihrer häufig geringen Größe und Geschwindigkeit für entfernte Einsätze nur bedingt geeignet sind. In küstennahen Gewässern könnte die Bedienung sogar von Land aus erfolgen.
Auch hat es Versuche mit Delfinen gegeben, Minen aufzuspüren und Vernichtungsladungen zu den gefundenen Minen zu bringen. Allerdings versprechen moderne Minenjagddrohnen einen zuverlässigeren Erfolg bei geringerem Aufwand. Außerdem können Drohnen als technische Geräte schnell gleichwertig ersetzt werden, während ein gutes Training meistens längere Zeit benötigt.

## Auswirkungen der Minenkriegsführung
Bis heute sind viele Meere, zumeist in den Küstenregionen, durch Minen aus beiden Weltkriegen belastet. Das gilt besonders für Ost- und Nordsee. Bis 1972 wurden Seewege in Nord- und Ostsee systematisch von Seeminen geräumt und in Seekarten als minenfrei vermerkt. Aufgrund des Alters ihrer technischen Ausstattung wie Zünder und Batterien und der Korrosion durch Seewassereinfluss wurde das Risiko durch die verbliebenen Minen als nicht höher eingestuft als das Risiko der Seefahrt überhaupt.
Trotzdem werden immer noch Minen aus der Zeit des Zweiten Weltkrieges in der Ostsee von den Anrainerstaaten geräumt. So wurden im Mai 2013 zwölf britische Grundminen in der Kieler Förde entdeckt, bis zu deren Räumung der Schiffsverkehr auf dem Kiel-Ostsee-Weg umgeleitet werden musste. Vor Cuxhaven wurde 2019 eine Seemine angespült, die vermutlich bis dahin im Watt eingesandet war.
Um restliche Weltkriegsminen zu vernichten, findet unter Leitung der deutschen Marine jährlich eine gemeinsame Übung der meisten Ostseemarinen unter dem Namen „Open Spirit“ statt, bei der seit 1996 über 400 Minen und Unterwassersprengkörper geräumt wurden.
Während des Russisch-Ukrainischen Kriegs wurden am 26. und 28. März 2022 treibende Seeminen in türkischen Gewässern gefunden: Am 26. im Bosporus, am 28. im Schwarzen Meer vor dem Ort Igneada nahe der bulgarischen Grenze. Die Funde wurden binnen Kurzem entschärft. Der Bosporus war kurzzeitig für die Schifffahrt gesperrt, die nächtliche Fischerei nahe der nordwestlichen Küste der Türkei wurde untersagt. Ukraine und Russland werfen sich wechselseitig vor, das Schwarze Meer vermint zu haben.